# (37957) 1998 HJ54
1998 HJ54 (asteroide 37957) é um asteroide da cintura principal. Possui uma excentricidade de 0.12652730 e uma inclinação de 8.26995º.
Este asteroide foi descoberto no dia 21 de abril de 1998 por LINEAR em Socorro.